# ビタリー・ペスニャック
ビタリー・ペスニャック（Vitaly Pesnyak 1961年1月16日- ）は旧ソビエト連邦の柔道選手。ベラルーシ出身。階級は86kg級。

## 人物
最初はレスリングとサンボに取り組んでいて、その後に柔道を始めた。1980年のヨーロッパジュニア86kg級で2位になった。1983年からはヨーロッパ選手権で3連覇を達成した。1984年のロサンゼルスオリンピックはソ連がボイコットしたために出場できなかったが、その実質的な対抗大会として開催されたフレンドシップ・ゲームズに出場して優勝を飾った。1985年の世界選手権では銅メダルを獲得した。1986年のヨーロッパ選手権では2位になった。1988年のソウルオリンピックにはウラジーミル・シェスタコフとの代表争いに敗れて出場できなかった。
なお、1987年に雑誌の近代柔道におけるインタビューで山下泰裕は、この当時の外国選手は組んだり離れたりの繰り返しばかりで、いかに相手にいいところを持たせないかという点に全力を使っているが、なかには手首をうまく使った妙技を展開できる本当に強い外国選手もいるとして、オリンピックチャンピオンであるオーストリアのペーター・ザイゼンバッハーとともに　このペスニャックの名前を挙げている。

## 主な戦績
- 1980年 - ヨーロッパジュニア　2位
- 1981年 - フィンランド国際　優勝
- 1982年 - ポーランド国際　優勝
- 1983年 - ソ連国際　優勝
- 1983年 - チェコ国際　優勝
- 1983年 - ヨーロッパ選手権　優勝
- 1984年 - チェコ国際　優勝
- 1984年 - ヨーロッパ選手権　優勝
- 1984年 - フレンドシップ・ゲームズ　優勝
- 1985年 - オーストリア国際　優勝
- 1985年 - ヨーロッパ選手権　優勝
- 1985年 - 世界選手権　3位
- 1986年 - グッドウィルゲームズ　2位
- 1987年 - 正力国際　2位
- 1989年 - ソ連国際　優勝